# Reinhard Göhner
Reinhard Göhner (* 16. Januar 1953 in Bünde, Ostwestfalen) ist ein deutscher Arbeitgeberfunktionär, Lobbyist und ehemaliger Politiker (CDU). Er war von 1991 bis 1993 Parlamentarischer Staatssekretär beim Bundesministerium der Justiz und von 1993 bis 1994 beim Bundesministerium für Wirtschaft. Von 1996 bis 2016 war er Hauptgeschäftsführer der Bundesvereinigung der Deutschen Arbeitgeberverbände (BDA).

## Leben und Beruf
Nach dem Abitur 1972 an der Friedrich-List-Schule in Herford absolvierte Göhner ein Studium der Rechtswissenschaft, der Soziologie und der Wirtschaftswissenschaften an der Universität Bielefeld, welches er 1977 mit dem ersten juristischen Staatsexamen beendete. 1979 erfolgte seine Promotion zum Dr. jur. an der Universität Bielefeld mit der Arbeit „Demokratische Willensbildung in privatrechtlichen Interessenverbänden“. Nach Ableistung des Referendariats legte er 1981 auch das zweite juristische Staatsexamen ab. Seit 1981 ist Göhner als Rechtsanwalt tätig und seit 1988 auch Fachanwalt für Arbeitsrecht. Seit 2024 ist er als Berater bei dem Beratungsunternehmen Rud Pedersen Public Affairs tätig.
Reinhard Göhner ist verheiratet und hat vier Kinder.

## Partei
Göhner trat in seiner Schulzeit in die CDU und die Junge Union ein. Von 1978 bis 1986 war er Landesvorsitzender der Jungen Union in Westfalen-Lippe.
Von 1992 bis 1996 gehörte Göhner dem Bundesvorstand der CDU an und war von 1991 bis 1994 Vorsitzender der Grundsatzprogramm-Kommission der CDU.

## Abgeordneter
Göhner gehörte von 1979 bis 1990 dem Kreistag des Kreises Herford an.
1983 wurde er Mitglied des Deutschen Bundestages. Hier war er von 1986 bis 1990 Vorsitzender des Ausschusses für Umwelt, Naturschutz und Reaktorsicherheit. Von 1994 bis 1998 war Göhner Justitiar der CDU/CSU-Bundestagsfraktion.
Reinhard Göhner ist stets über die Landesliste Nordrhein-Westfalen in den Bundestag eingezogen.
Göhner legte am 6. Juli 2007 sein Bundestagsmandat nieder. Als Grund für seine Entscheidung nannte er die Übernahme des Aufsichtsratsvorsitzes der Paderborner Unternehmensberatung CentConsult, an der er selbst eine Beteiligung hält. Für ihn rückte Cajus Julius Caesar über die Landesliste NRW in den Bundestag nach.
Als Abgeordneter – sowie als Funktionär – ist Reinhard Göhner über Jahrzehnte vom Ministerium für Staatssicherheit der DDR observiert worden. Das belegen Stasi-Unterlagen, die der Journalist Florian Weyand im Frühjahr 2020 erstmals ausgewertet hat.

## Öffentliche Ämter
Am 24. Januar 1991 wurde Göhner als Parlamentarischer Staatssekretär beim Bundesminister der Justiz in die von Bundeskanzler Helmut Kohl geführte Bundesregierung berufen. Am 22. Januar 1993 wechselte er in gleicher Funktion zum Bundesminister für Wirtschaft. Nach der Bundestagswahl 1994 schied Göhner am 17. November 1994 aus der Regierung aus.

## Lobbyist und Nebentätigkeiten
Neben seiner Tätigkeit als Bundestagsabgeordneter war Göhner auch immer Geschäftsführer verschiedener Arbeitgeberverbände. So war er von 1982 bis 1990 Geschäftsführer des Fachverbandes der Serienmöbelbetriebe und von 1994 bis 1996 Hauptgeschäftsführer des Verbandes der Deutschen Polstermöbelindustrie, des Verbandes der Westfälischen Holzindustrie und Kunststoffverarbeitung und des Fachverbandes der Serienmöbelbetriebe.
Seit dem 1. Oktober 1996 war er Hauptgeschäftsführer der Bundesvereinigung der Deutschen Arbeitgeberverbände (BDA).
Göhner selbst sah sich mit der Doppelfunktion als Abgeordneter und Verbandsfunktionär als Vorbild für andere. Er führe einen Verband, der die gesamte deutsche Arbeitgeberschaft vertrete, sagte er der Zeitung Die WELT im Hinblick darauf, dass die Koalition die Strafbestimmungen zur Abgeordneten-Bestechung deutlich verschärfen will.
In der Öffentlichkeit wurde gelegentlich Kritik an seiner Nebentätigkeit geäußert. So forderte ihn der ehemalige BDI-Chef Hans-Olaf Henkel zum Verzicht auf eines der Ämter auf: „Beim BDA hat man doch den unmöglichen Spagat gesehen, den Göhner bei Themen wie dem Anti-Diskriminierungsgesetz vollführen musste: Die CDU war dafür, der BDA dagegen und er bei der Abstimmung abgetaucht“, sagte Henkel in einem Interview der Onlineausgabe des Magazins Stern, das am 25. Juli 2006 veröffentlicht wurde. 2016 legte er sein Amt als Hauptgeschäftsführer der BDA nieder.
Einen „Spagat“ vermied Göhner, als er bei der Abstimmung über die Umsatzsteuererhöhung im Deutschen Bundestag dieser einfach fernblieb und sich entschuldigen ließ. Es führte jedoch zu großer Verwirrung, da sich seine Stimmkarte dennoch in der Urne befand. Die Abstimmung wurde trotz dieser Unregelmäßigkeit dennoch nicht wiederholt.
Reinhard Göhner ist Vorsitzender des Aufsichtsrates der Beratungsgruppe CentConsult mit Sitz in Paderborn.
Seit 2012 ist er Mitglied des ZDF-Verwaltungsrates.
Seit 2022 ist Göhner Mitglied des Nationalen Normenkontrollrates und seit 2024 Senior Advisor bei der Agentur Rud Pedersen Public Affairs.

## Kabinett
- Kabinett Kohl IV